# Aprion virescens
Aprion virescens är en fiskart som beskrevs av Valenciennes, 1830. Aprion virescens ingår i släktet Aprion och familjen Lutjanidae. Inga underarter finns listade i Catalogue of Life.